# وس آلن
وسلی هریسون آلن (به انگلیسی: Wesley Harrison Allen) (زاده ۱۵ اوت ۱۹۷۵) یک سیاستمدار آمریکایی و قاضی وراثت سابق است که از سال ۲۰۲۳ در حال خدمت به عنوان وزیر ایالت آلاباما است. او قبلاً عضو مجلس نمایندگان آلاباما بود که از سال ۲۰۱۸ تا ۲۰۲۲ حوزهٔ ۸۹ را نمایندگی می‌کرد و در سال ۲۰۲۲ به عنوان وزیر ایالت انتخاب شد.